# Buco nero acustico
Un buco nero acustico è un fenomeno in cui dei fononi (perturbazioni sonore) sono impossibilitati a fuggire da un fluido che sta fluendo più velocemente rispetto alla velocità del suono locale. Sono chiamati buchi neri acustici, o sonici, perché questi fononi intrappolati sono analoghi alla luce nei buchi neri gravitazionali astrofisici. I fisici sono interessati ad essi perché hanno molte proprietà analoghe a quelle dei buchi neri astrofisici e, in particolare, emettono una versione fononica della radiazione di Hawking. Il confine, in un buco nero acustico, in cui la velocità di flusso del fluido passa dall'essere superiore alla velocità del suono all'essere inferiore alla velocità del suono, è detto orizzonte degli eventi. 
I buchi neri acustici sono possibili perché i fononi nei fluidi perfetti esibiscono le stesse proprietà di moto che si manifestano nei campi, come il campo gravitazionale, nello spazio e nel tempo. Per questo motivo, un sistema in cui si possa generare un buco nero acustico è definito modello analogo alla gravità. Quasi tutti i fluidi possono essere utilizzati per generare un orizzonte degli eventi acustico, ma la viscosità della maggior parte dei fluidi genera dei moti casuali che rendono quasi impossibili da rilevare caratteristiche come la radiazione di Hawking. La complessità di un tale sistema renderebbe molto difficile acquisire conoscenze su tali caratteristiche anche se potrebbero essere rilevate. Molti fluidi quasi perfetti sono stati suggeriti per l'uso nella generazione di buchi neri acustici, quali l'elio superfluido, gas di Fermi degeneri monodimensionali e condensato di Bose-Einstein. Per studiare fenomeni analoghi ai buchi neri, sono stati proposti anche altri modelli analoghi alla gravità diversi dai fononi in un fluido, come la luce lenta e un sistema di ioni. Il fatto che così tanti sistemi presentino analogie con la gravità è talvolta usato come prova per la teoria della gravità indotta di Sakharov, che potrebbe aiutare a conciliare la relatività e la meccanica quantistica.
Il primo a teorizzare l'utilità dei buchi neri acustici per lo studio dei buchi neri gravitazionali astrofisici fu William Unruh nel 1981. Tuttavia, è stato necessario attendere fino al 2009 affinché venisse generato in un laboratorio il primo analogo di un buco nero. Esso venne generato in un condensato di Bose-Einstein al rubidio mediante una tecnica chiamata inversione di densità. Questa tecnica produce un flusso respingendo il condensato con un minimo di potenziale. La gravità di superficie e la temperatura del buco nero acustico sono state misurate, ma non è stato fatto alcun tentativo per rivelare la radiazione di Hawking. Tuttavia, gli scienziati che hanno condotto l'esperimento hanno predetto che esso sarebbe stato adatto per la rivelazione e suggerito un metodo con cui ciò avrebbe potuto essere fatto utilizzando il laser con i fononi. Nel 2014, la radiazione di Hawking in auto-amplificazione è stata osservata dagli stessi ricercatori con un laser analogo in un altro buco nero acustico.